# Oxyserica varia
Oxyserica varia är en skalbaggsart som beskrevs av Frey 1975. Oxyserica varia ingår i släktet Oxyserica och familjen Melolonthidae. Inga underarter finns listade i Catalogue of Life.